# Rastellus narubis
Rastellus narubis är en spindelart som beskrevs av Norman I. Platnick och Griffin 1990. Rastellus narubis ingår i släktet Rastellus och familjen Ammoxenidae.
Artens utbredningsområde är Namibia. Inga underarter finns listade i Catalogue of Life.